# Johann August Günther Heinroth
Johann August Günther Heinroth, född 1780, död 1846, var en tysk musiker.
Heinroth, som sedan 1818 var universitetsmusikdirektör i Göttingen, bemödade sig att ersätta den i folkskolorna då införda siffertonskriften med en förenklad notskrift och inlade förtjänst om reformerande av sången i den judiska synagogan. Han komponerade föga, men utgav flera skrifter, som Gesangunterrichtsmethode für höhere und niedere Schulen (1821–23) samt Volksnoten oder vereinfachte Tonschrift (1828). 